# Tarit Baran Topdar
Tarit Baran Topdar, né le 5 mars 1941 à Mymensingh au Bengale-Occidental, est un homme politique indien membre du Parti communiste d'Inde (marxiste). De 1989 à 2009, il représente la circonscription de Barrackpore (en) (Bengale-Occidental) à la Lok Sabha. Aux élections de la XVe Lok Sabha en 2009, il est battu de 56 061 voix par Dinesh Trivedi (en).
Il est marié à Swapna Topdar. Il a un fils et une fille et réside dans le district de North 24 Parganas au Bengale-Occidental.

## Source
- (en) Cet article est partiellement ou en totalité issu de l’article de Wikipédia en anglais intitulé « Tarit Baran Topdar » (voir la liste des auteurs).